# Tetrastichus capitonus
Tetrastichus capitonus är en stekelart som beskrevs av Kostjukov 1978. Tetrastichus capitonus ingår i släktet Tetrastichus och familjen finglanssteklar. Inga underarter finns listade i Catalogue of Life.